# Bargasa
Bargasa (in greco antico: Βάργασα?) era una città dell'antica Grecia ubicata in Caria e situata sulla costa del golfo Ceramico.

## Storia
Partecipò alla lega delio-attica visto che viene menzionata nel registro delle città tributarie di Atene tra il 450 e il 444 a.C.
Strabone situa la piccola città di Ceramo e Bargasa sulla costa, tra Cnido e Alicarnasso.
Le sue rovine si trovano nella città turca di Gokbel.